# Elele
Elele é uma cidade do estado de Rios, na área de Icuerré, na Nigéria. Em 2019, havia 20 620 habitantes.